# Angra do Heroísmo
Angra do Heroísmo (gyakran csak Angra néven emlegetik) község és egyben város Terceira szigetén, a Portugáliához tartozó, autonóm önkormányzattal rendelkező Azori-szigeteken. A város népessége 2011-ben 35 402 fő volt, akik 239 km² területen éltek. A város és község alkotja Terceira szigetének déli felét, míg az északi rész Praia da Vitória község területéhez tartozik. A São Miguel-szigeten fekvő Ponta Delgadával, valamint a Faial-szigeten fekvő Hortával együtt Angra az egyike az Azori-szigetek három régiós központjának. Mindegyik régiós központ a kormányzat egy-egy ágáért felelős, Angra például a legfelsőbb bíróságnak ad otthont. Itt lakik az Azori-szigetek érseke is.
A várost a 15. század második felében alapították. A Napóleoni háborúk idején Angrába volt száműzve Almeida Garrett. 1830 és 1833 között II. Mária portugál királynő menedékeként is szolgált e város. A város 1983-ban került fel az UNESCO Világörökségi helyszíneinek listájára.

## Nevének eredete
Angra neve portugál nyelven öböl, kis-öböl jelentéssel bír. Utótagja az a hősies jelentéssel bír. Nevét a Praia da Vitória-i ütközetben való hősies helytállásáért kapta II. Mária portugál királynőtől.

## Történelme
Bizonyos állítások alapján a várost Álvaro Martins alapította, aki Didrik Pininggel hajózott el az Újvilágba, valamint Bartolomeu Dias társaságában részt vett a Jóreménység fokának megkerülésében. Más források alapján a várost Jácome de Bruges alapította 1450-ben, vagy 1451-ben.
Az Azori-szigeteken az első településekről csak 1439 és 1449 közül származnak írásos források, Tengerész Henrik adományain keresztül, aki gyarmatosította a szigetcsoport hét szigetét annak középső, illetve keleti részein. Terceira is ezen szigetek közé tartozott, melynek közigazgatásáért Jácome de Bruges volt a felelős, aki az 1450 körül zajló névadási eljárásokról szóló feljegyzések alapján aktívan részt vett eme folyamatokban. Ugyanakkor Terceira szigete egészen 1460 augusztus 22-éig lakatlan maradt.
A sziget legelső telepesei egy nyílt, amfiteátrumhoz hasonlító tengerparti sávban telepedtek le, ahol mindössze kettő kicsiny öböl feküdt, melyeket egy félsziget választott el egymástól, a Monte Brasil vulkán kialudt tömbjének közelében. Ezen öblök egyike éppen elég mélynek bizonyult, mintegy 40 méteres mélységével ahhoz, hogy nagyobb hajók is ki tudjanak kötni partjainál, valamint további előnyként merült fel, hogy e védett kis öböl megvédte a hajókat az erősebb, pusztító, tengeri viharoktól. Kivételt képez ez alól a dél, illetőleg délkelet felől érkező viharok sora.

## Népessége
| 2001 | 35 581 |
| 2011 | 35 402 |

## Fordítás
Ez a szócikk részben vagy egészben  az   Angra do Heroísmo című angol Wikipédia-szócikk ezen változatának fordításán alapul.  Az eredeti cikk szerkesztőit annak laptörténete sorolja fel. Ez a jelzés csupán a megfogalmazás eredetét és a szerzői jogokat jelzi, nem szolgál a cikkben szereplő információk forrásmegjelöléseként.